# Ucrania en los Juegos Paralímpicos de Sídney 2000
Ucrania estuvo representada en los Juegos Paralímpicos de Sídney 2000 por un total de 67 deportistas, 49 hombres y 18 mujeres.

## Medallistas
El equipo paralímpico ucraniano obtuvo las siguientes medallas:
| Nombre | Deporte                   | Evento                          |
| --- | ------------------------- | ------------------------------- |
| Oro |                           |                                 |
| Olexandr Yasynovyi | Atletismo                 | Disco F13 masculino             |
| Yuri Andryushin | Natación                  | 50 m mariposa S7 masculino      |
| Olexandr Mashchenko | Natación                  | 100 m braza SB11 masculino      |
| Plata |                           |                                 |
| Serhi Norenko | Atletismo                 | 100 m T36 masculino             |
| Serhi Norenko | Atletismo                 | 200 m T36 masculino             |
| Roman Dzyuba | Atletismo                 | 100 m T35 masculino             |
| Roman Dzyuba | Atletismo                 | 200 m T35 masculino             |
| Anton Skachkov | Atletismo                 | Salto de longitud F46 masculino |
| Anton Skachkov | Atletismo                 | Triple salto F46 masculino      |
| Igor Pashchenko | Atletismo                 | 100 m T12 masculino             |
| Ihor Bodnar | Atletismo                 | 1500 m T20 masculino            |
| Danylo Seredin | Atletismo                 | 1500 m T36 masculino            |
| Serhi Kolos | Atletismo                 | Jabalina F35 masculino          |
| Olexandr Yasynovyi | Atletismo                 | Peso F13 masculino              |
| Ihor Horbenko | Atletismo                 | Salto de longitud F12 masculino |
| Ivan Kytsenko | Atletismo                 | Salto de longitud F13 masculino |
| Olexandr Ivanyujin | Atletismo                 | Pentatlón P11 masculino         |
| Serhi Babi Taras Dutko Volodymyr Kabanov Mykola Kovalski Serhi Krot Ihor Lytvynenko Valeri Novopoltsev Andri Roztoka Andri Tsukanov Serhi Vakulenko Yevhen Zhuchynin | Fútbol 7                  | Torneo masculino                |
| Lídiya Soloviova | Levantamiento de potencia | –40 kg femenino                 |
| Olena Akopyan | Natación                  | 50 m libre S5 femenino          |
| Olena Akopyan | Natación                  | 100 m libre S5 femenino         |
| Olena Akopyan | Natación                  | 200 m libre S5 femenino         |
| Serhi Atamanenko | Tiro con arco             | Individual de pie masculino     |
| Bronce |                           |                                 |
| Inna Diachenko | Atletismo                 | 100 m T38 femenino              |
| Andri Danylov | Atletismo                 | 100 m T42 masculino             |
| Andri Danylov | Atletismo                 | 200 m T42 masculino             |
| Olexandr Ivanyujin | Atletismo                 | 100 m T11 masculino             |
| Andréi Zhyltsov | Atletismo                 | 100 m T36 masculino             |
| Igor Pashchenko | Atletismo                 | 200 m T12 masculino             |
| Serhi Norenko | Atletismo                 | 400 m T36 masculino             |
| Danylo Seredin | Atletismo                 | 800 m T36 masculino             |
| Ihor Horbenko | Atletismo                 | Triple salto F12 masculino      |
| Vadim Kalmikov | Atletismo                 | Pentatlón P12 masculino         |
| Liudmyla Osmanova | Levantamiento de potencia | –60 kg femenino                 |
| Ruslan Burlakov | Natación                  | 50 m libre S11 masculino        |
| Ruslan Burlakov | Natación                  | 100 m libre S11 masculino       |
| Nataliya Ivanova | Tenis de mesa             | Individual 11 femenino          |